# Panaït Istrati
 (juin 2015).
Œuvres principales
- Présentation des Haïdoucs
- Mes Départs
- Les Chardons du Baragan
- Mon oncle Anghel

Panaït Istrati (en roumain Panait Istrati), né à Brăila le 10 août 1884 et mort à Bucarest le 16 avril 1935, est un écrivain roumain de langue française, surnommé le « Gorki des Balkans ».

## Biographie

### Enfance et jeunesse
Panaït Istrati naît à Brăila, un port roumain sur le Danube, fils de la blanchisseuse Joița Istrate et d'un contrebandier grec, Gherasim Valsamis. Son père est tué par les garde-côtes alors que Panaït est encore bébé.
Élevé à Baldovinești, village proche de Brăila, il étudie à l'école primaire durant six ans, en redoublant la première année. Il gagne ensuite sa vie comme apprenti chez un cabaretier, où il apprend le grec, puis chez un pâtissier albanais. À la suite de cela il devient marchand ambulant, manœuvre, soutier à bord des paquebots du Service maritime roumain. Pendant cette période, il est un lecteur compulsif, et ses voyages le mènent à Bucarest, à Constantinople, au Caire, à Naples, à Paris et en Suisse. Il parle roumain, turc et grec avant tout contact avec le français.
En 1916, Istrati contracte la phtisie. Il séjourne dans un sanatorium suisse à Leysin et fait la connaissance de Josué Jéhouda, qui lui apprend le français et lui fait découvrir les romans de Romain Rolland. Istrati en est plus qu'impressionné et fait du romancier son maître à penser. Une fois rétabli, il travaille un temps comme ouvrier agricole à Vouvry dans la plaine du Rhône valaisanne où il se lie d'amitié avec le compositeur Arthur Parchet (1878-1946) auquel il offrira plus tard un piano de valeur, toujours visible au Musée du Vieux-Vouvry. Il erre ensuite dans l'Europe à feu et à sang de la Première Guerre mondiale. Il poursuit ses errances autour de la Méditerranée et commence à écrire en français. Il envoie un manuscrit à Romain Rolland qui, ayant déménagé, ne le reçoit pas.

### Écrivain autodidacte

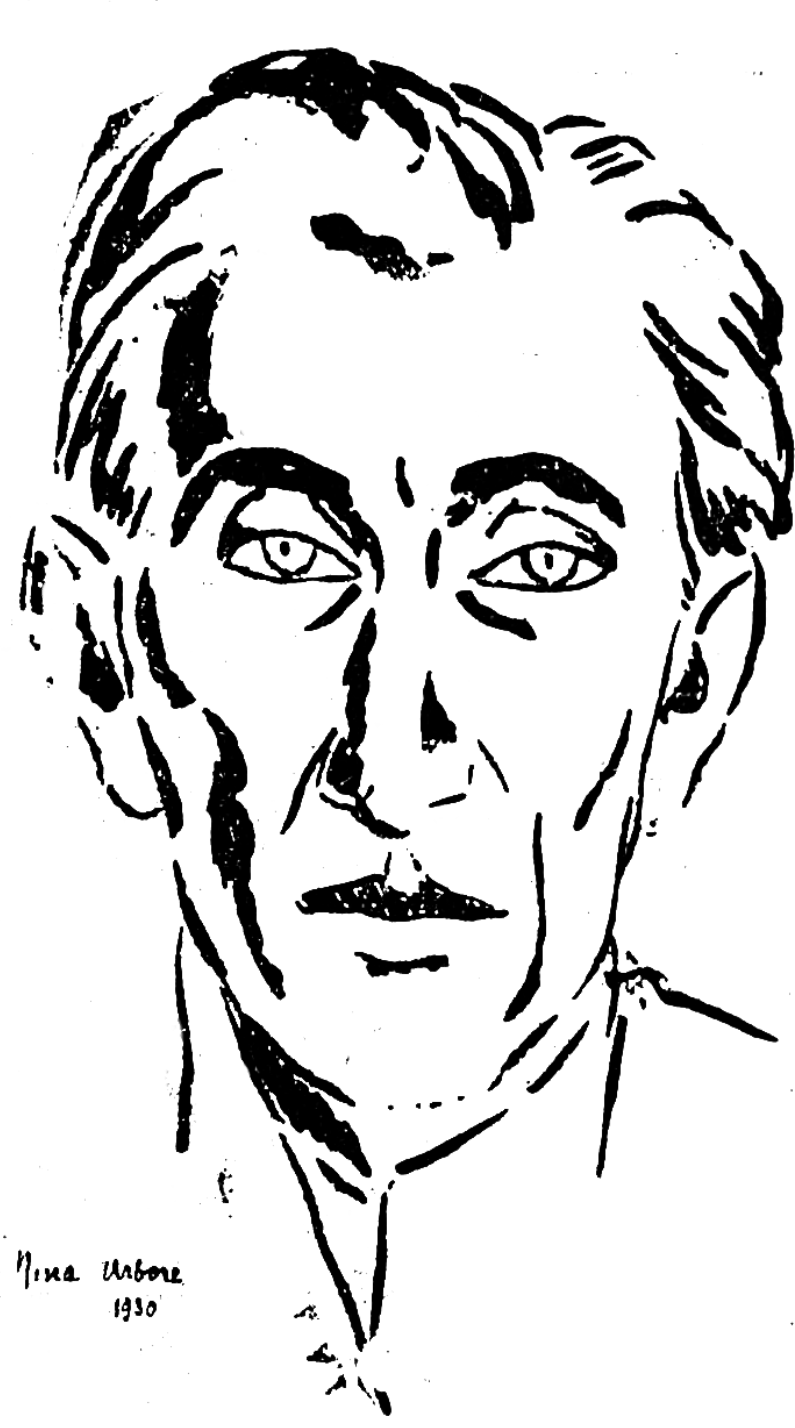
Portrait de Panaït Istrati, par.

Rattrapé par la misère, malade et seul, il tente de se suicider à Nice en janvier 1921. Il est sauvé et on trouve sur lui une lettre non envoyée qu'il avait écrite à Romain Rolland. Celui-ci en est averti et lui répond promptement en l'encourageant dans sa démarche d'écrivain : « J’attends l’œuvre ! Réalisez l’œuvre, plus essentielle que vous, plus durable que vous, dont vous êtes la gousse ». Il l'aide à publier ses romans, Kyra Kyralina en 1923, Oncle Anghel en 1924, Présentation des haïdoucs en 1925 et Domnitza de Snagov en 1926, qui constituent le cycle des Récits d'Adrien Zograffi.

Bien qu'il corrige l'orthographe de ses textes, Romain Rolland conclut sa préface à Kyra Kyralina en ces termes : 

« On voudra bien se souvenir que l'homme qui a écrit ces pages si alertes a appris seul le français, il y a sept ans, en lisant nos classiques. »

### Positions idéologiques et postérité
En octobre 1927, compagnon de route du Parti communiste (il avait depuis longtemps une vive estime pour son compatriote révolutionnaire, Christian Rakovski), il se rend à Moscou et à Kiev avec l’écrivain grec Níkos Kazantzákis, puis voyage à nouveau en Union soviétique d'avril 1928 jusqu'en avril 1929. Durant ces séjours, il devine, derrière l’accueil réservé aux hôtes étrangers, la réalité de la dictature stalinienne, qui lui inspire l’écriture de Vers l’autre flamme, confession pour vaincus, ouvrage écrit avec Boris Souvarine et Victor Serge dans lequel, sept ans avant Retour de l'U.R.S.S. d’André Gide, il dénonce sans concession l’arbitraire du régime soviétique. Selon Louis Janover, 

« Istrati décrit l’exploitation impitoyable des travailleurs par une bureaucratie prête à tout pour défendre ses privilèges. »

L’ouvrage, en trois volumes, contient la fameuse réplique d’Istrati à l’un des leitmotivs de l’argumentaire communiste (« On ne fait pas d’omelette sans casser des œufs »), à savoir : « Je vois bien les œufs cassés, mais où donc est l’omelette ? »
S’ensuit une classique et violente campagne de calomnies menée à son encontre par les intellectuels du PCF, au premier rang desquels Henri Barbusse. Malade et moralement affaibli, Istrati revient en Roumanie, mais retourne à Nice afin d’y soigner une tuberculose, puis repart pour Bucarest. Dans les dernières années de sa vie, il publie, dans la revue La Croisade roumaniste, des articles dénonçant les injustices sociales de son temps. Il meurt de la tuberculose dans un sanatorium de Bucarest en 1935, vilipendé tant par les communistes, qui le traitent de « fasciste, » que par les fascistes qui le traitent de « cosmopolite »

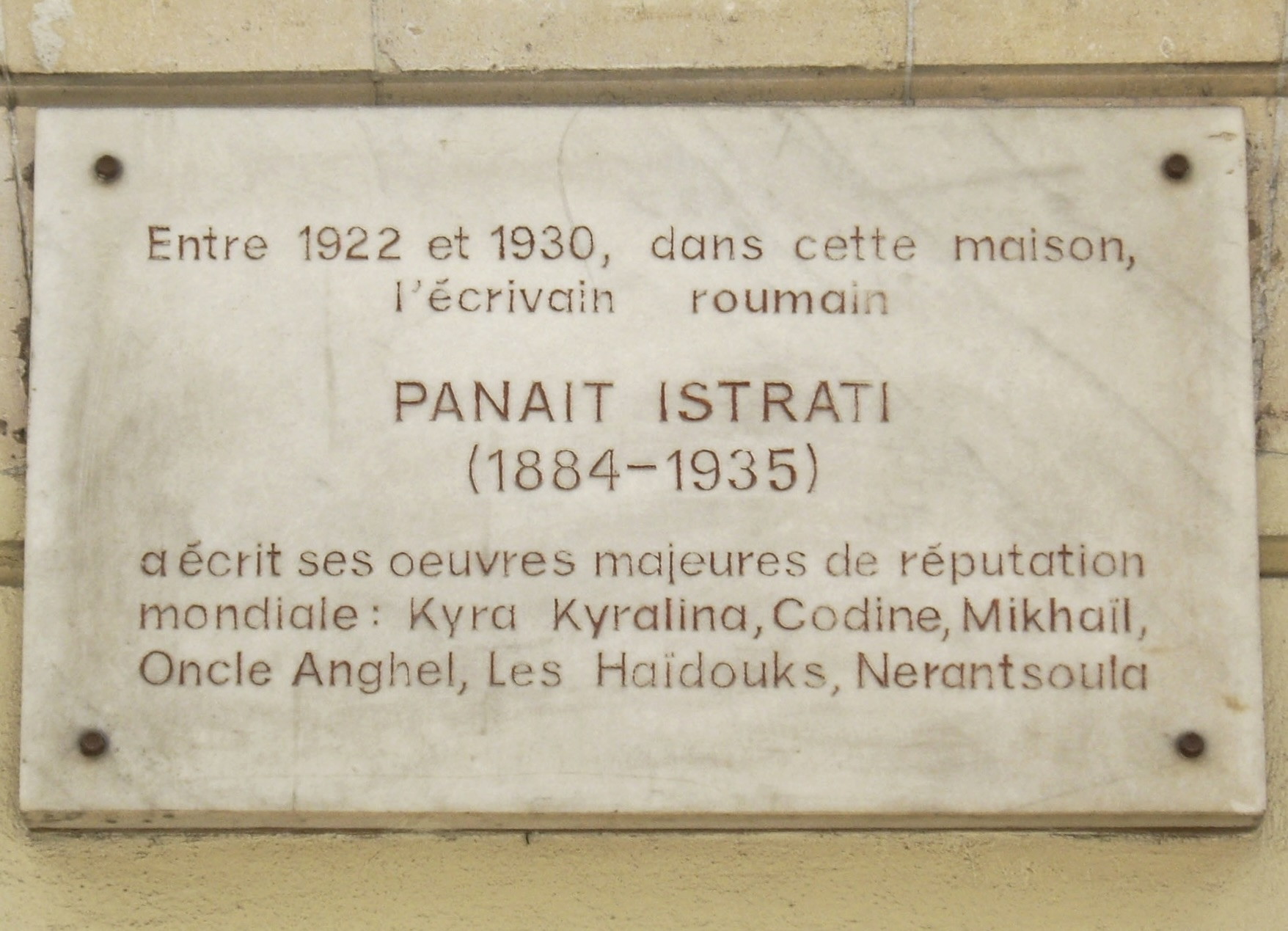
Plaque commémorative 24 rue du Colisée (Paris).

Figure assez connue de la littérature de l’entre-deux-guerres (Émilie Carles par exemple témoigne dans Une soupe aux herbes sauvages de l'admiration qu'elle lui portait), Panaït Istrati tombe dans un oubli quasi complet pendant plusieurs décennies, notamment du fait de ses prises de position politiques. Pour ces raisons, son œuvre est interdite en France durant la Seconde Guerre mondiale et en Roumanie durant le régime communiste. Elle est peu à peu rééditée en France à partir des années 1960, à l’initiative de l'Association des amis de Panaït Istrati, située à Valence, dans la Drôme, puis en Roumanie à partir de 1990. Alors que ses prises de position politiques avaient causé l'oubli frappant l'œuvre aux lendemains de la mort de l'écrivain, elles expliquent aujourd'hui une part de l'intérêt des lecteurs et de la critique pour sa production.
Il vécut de 1922 à 1930 au no 24 de la rue du Colisée à Paris, où il rédigea une grande partie de son œuvre. Une plaque commémorative lui rend hommage.

## Œuvre littéraire

### Romans
- Les Récits d'Adrien Zograffi : Kyra Kyralina (Rieder, 1924), Gallimard, « Folio » no 1253, 1980  (ISBN 2-07-037253-7)
- Les Récits d'Adrien Zograffi : Oncle Anghel (Rieder 1924), Gallimard, « Folio » no 1266, 1981
- Les Récits d'Adrien Zograffi : Présentation des haïdoucs, Rieder, 1925, 1930 ;  éd. J. Ferenczi, 1933;  éd. Le Livre moderne illustré no 195, 1934 ; Gallimard, « Folio » no 1447, 1983 ;  éd. L'Échappée « Lampe-tempête », 2014)
- Les Récits d'Adrien Zograffi : Domnitza de Snagov (Rieder 1926), Gallimard, « Folio » no 1494, 1983  (ISBN 2-07-037494-7)
- Kir Nicolas (version première de Codine) Eds du Sablier 1926
- Le Refrain de la fosse. Nerrantsoula Éditions de France, 1927
- Les Chardons du Baragan, Bernard Grasset, coll. « Les écrits », 1928, édition originale ;  éd. Le Livre moderne illustré no 81, 1929 ; rééd., Grasset, coll. « Les Cahiers Rouges », 1984
- La Jeunesse d'Adrien Zograffi : Codine (Rieder 1926) - Mikhaïl (Rieder 1927) - Mes départs - Le Pêcheur d'éponges (Rieder 1930), Gallimard, « Folio » no 1592, 1984  (ISBN 2-07-037592-7)
- Vie d'Adrien Zograffi : La maison Thüringer - Le bureau de placement (Rieder 1933)
- Vie d'Adrien Zograffi :  Méditerranée (Lever de soleil) (Rieder 1934) - Méditerranée (Coucher de soleil), Gallimard, « Folio » no 1593, 1984  (ISBN 2-07-037593-5)
- Nerrantsoula. Tsatsa Minka. La famille Perlmutter. (en collaboration avec Josué Jéhouda) Pour avoir aimé la terre, Gallimard, « Folio » no 1594, 1984 ; rééd., Gallimard, « L'Imaginaire » no 579, 2009
- Mes départs, éditions Hatier Poche, 2005 ; Gallimard, « Folio », no 4195, 2005
- Codine, Libertalia, 2018  (ISBN 978-2-37729-060-4)

### Témoignage
- Vers l'autre flamme (de) : Après seize mois dans l'U.R.S.S. (premier volume) ; Soviets 1929 (deuxième volume) ; La Russie nue (troisième volume), éditions Rieder, 1929 (édition originale) ; 10/18 no 1360, 1980 ; Gallimard, 1987 (rééditions)

### Éditions des œuvres
- Œuvres complètes, éditions Gallimard, 4 tomes, 1977
- Panaït Istrati, Le Pélerin du cœur, éditions Gallimard, 1984  (ISBN 2070701352), édition établie et présentée par Alexandre Talex
- Kyra Kyralina, Oncle Anghel, Domnitza de Snagov,  éd. Le Livre moderne illustré no 148, 165, 230
- Œuvres, 2005, 2006 et 2015, les Éditions Phébus publient en trois tomes ses œuvres « quasi complètes », préparées et présentées par Linda Lê  (ISBN 2752901348, 9782369141709 et 2752901674)

### Roman graphique
- Istrati !, scénario et dessin de Golo, éditions Actes Sud BD :

1. Le Vagabond, 269 p., 2017.
2. L'Écrivain, 221 p., 2018.